# Canol Road
Die Canol Road (oder auch Canadian American Norman Oil Road) war ursprünglich ein Projekt aus dem Zweiten Weltkrieg, bei dem es darum ging, eine Pipeline von dem Ort Norman Wells nach Whitehorse zu führen. Heute existiert die Canol Pipeline nicht mehr, im Gegensatz zur 449 Kilometer langen Wegstrecke, die von der Regierung in Yukon instand gehalten wird.
Diese Straße beginnt in Johnsons Crossing am Alaska Highway nahe dem Teslin River und verläuft von dort aus zur Grenze Yukons mit den Nordwest-Territorien, kurz hinter dem Macmillan Pass. Sie liegt ca. 126 Kilometer östlich von Whitehorse.
Der Straßenabschnitt südlich von Ross River wird auch als South Canol Road, der Straßenabschnitt nördlich von Ross River als North Canol Road bezeichnet.
Der Straßenabschnitt in den Nordwest-Territorien ist mittlerweile als Canol Heritage Trail unter Wanderern und Mountainbikern beliebt. Es handelt sich jedoch um ein gefährliches Unterfangen, da der Weg fernab der Zivilisation liegt, fast alle Brücken eingestürzt sind und er durch Gebiete mit Grizzlybären führt. Er zählt deshalb zu den schwierigsten Wanderwegen Kanadas.
Als Zeichen der gemeinsamen nordamerikanischen Verteidigungsanstrengungen wurde der Highway am 13. Juni 1983 durch die kanadische Regierung, auf Vorschlag des Historic Sites and Monuments Board of Canada, zu einem „nationalen historischen Ereignis“ erklärt.